# NGC 3453
NGC 3453 é uma galáxia espiral barrada (SBb) localizada na direcção da constelação de Hydra. Possui uma declinação de -21° 47' 36" e uma ascensão recta de 10 horas, 53 minutos e 40,4 segundos.
A galáxia NGC 3453 foi descoberta em 21 de Março de 1835 por John Herschel.